# Baron Whaddon
Baron Whaddon war ein britischer Adelstitel, der einmal als erblicher Titel in der Peerage of England und einmal als Life Peerage in der Peerage of the United Kingdom verliehen wurde.

## Verleihungen
Erstmals wurde am 27. August 1616 der erbliche Titel Baron Whaddon, of Whaddon in the County of Buckingham, in der Peerage of England für den Höfling und Militär George Villiers geschaffen. Zusammen mit der Baronie wurde ihm der übergeordnete Titel Viscount Villiers verliehen. Am 5. Januar 1617 wurde er auch zum Earl of Buckingham, am 1. Januar 1618 zum Marquess of Buckingham, sowie am 18. Mai 1623 zum Duke of Buckingham und Earl of Coventry erhoben. Sein Sohn, der 2. Duke, erbte um 1663 von seiner Mutter auch den Titel 19. Baron de Ros. Bei dessen Tod am 16. April 1687 erloschen alle seine Titel, mit Ausnahme der Baronie de Ros, die in Abeyance fiel.
Am 26. April 1978 wurde der nicht-erbliche Titel Baron Whaddon, of Whaddon in the County of Cambridgeshire, in der Peerage of the United Kingdom für den Labour-Politiker Derek Page geschaffen. Der Titel erlosch bei seinem Tod am 16. August 2005.

## Liste der Barone Whaddon

### Barone Whaddon, erste Verleihung (1623)
- George Villiers, 1. Duke of Buckingham (1592–1628)
- George Villiers, 2. Duke of Buckingham (1628–1687)

### Baron Whaddon, zweite Verleihung (Life Peerage 1978)
- Derek Page, Baron Whaddon (1927–2005)